# Verschwimmen
Das Verschwimmen von SMD-Bauelementen ist ein Fehler beim Reflow-Löten oder Dampfphasenlöten. Hierbei befindet sich das Bauelement nach dem Löten nicht an der gewünschten Position auf der Leiterplatte. Dieses Fehlerbild beim Reflow-Löten ist eng mit dem Grabsteineffekt verwandt, wobei der Grabsteineffekt meist eine verstärkte Ausprägung der beim Verschwimmen zu Grunde liegenden Ursachen ist.

## Lötprozess bei SMD-Bauelementen
Beim Reflow-Prozess stellt sich eine optimale Lötstelle dann ein, wenn die nachfolgenden Punkte berücksichtigt sind.
- Es gibt eine geometrische Anpassung zwischen der Größe der Kupferfläche auf der Leiterplatte und der lötbaren Anschlussmetallisierung des Bauelements.
- Die Benetzbarkeit des Bauelements und der Kupferfläche der Leiterplatte sind ausreichend groß.
- Die Lotmenge ist korrekt bemessen.
- Der Temperaturverlauf beim Vorwärmen und Aufschmelzen der Lotpaste ist optimal.

Wenn die genannten Punkte erfüllt sind, können sich leicht versetzte oder verdrehte SMD-Bauelemente trotz eines geringen Lagefehlers bei der Bestückung sogar in die korrekte Position einschwimmen. Sind die genannten Punkte nicht erfüllt, kann es zu Lötfehlern kommen.

## Beschreibung des Fehlerbilds
Nach dem Löten befindet sich das Bauelement nicht in der gewünschten Lage, sondern ist auf der Leiterplatte relativ zur gewollten Lötstelle verschoben gedreht.
Im Idealfall befindet sich die Anschlussmetallisierung des Bauelements jeweils mittig auf der Kupferfläche der Leiterplatte. Abhängig von der Verschiebung und Drehung des Bauelements können sich als Fehlerbilder die vier nachfolgenden Fälle ergeben:
- Das Bauelement ist elektrisch angebunden, liegt nicht genau mittig, befindet sich aber mit seiner kompletten Anschlussmetallisierung über der Kupferfläche.
- Das Bauelement ist elektrisch angebunden, überragt aber mit seiner Anschlussmetallisierung die Kupferfläche der Leiterplatte.
- Das Bauelement ist elektrisch nicht angebunden und überragt mit seiner Anschlussmetallisierung die Kupferfläche der Leiterplatte.
- Das Bauelement ist elektrisch nicht angebunden und liegt mit seiner Anschlussmetallisierung komplett außerhalb der Kupferfläche der Leiterplatte.

Das Verschwimmen tritt bei reinen SMD-Bauelementen auf. Bei THT-Reflow-Bauelementen ist ein Verschwimmen in dieser Art technisch nicht möglich, da die Anschlusspins sich in Bohrungen innerhalb der Leiterplatte befinden.

## Ursachen

### Fehlanpassung Geometrie
Damit sich eine korrekte Lötstelle mit Lotmeniskus ausprägen kann, muss die Kupferfläche auf der Leiterplatte die Anschlussmetallisierung des Bauelements umlaufend überragen. Wenn die Kupferfläche in der Länge oder Breite kleiner als die Anschlussmetallisierung ist oder wenn die Kupferfläche an der falschen Stelle angeordnet ist, kann es zum Verschwimmen des Bauelements beim Reflow-Löten kommen. In diesem Fall kann die Oberflächenspannung des flüssigen Lots das Bauelement nicht durch ein Minimieren der wirkenden Kräfte ausrichten.
Wenn die Kupferfläche deutlich größer als die Anschlussmetallisierung des Bauelements ist, kann die Oberflächenspannung des flüssigen Lots nicht richtig wirken. Das Bauelement liegt meist innerhalb der Kupferfläche, ist jedoch in X- und Y-Richtung nicht optimal ausgerichtet und kann zusätzlich verdreht sein.

### Geringe Masse des Bauelements
Liegt ein ungünstiges Verhältnis zwischen der Masse des Bauelements und der aufliegenden Fläche der Anschlussmetallisierung vor, kann das Bauelement durch das flüssige Lot angehoben werden und in eine andere Position verschwimmen. Dieser Effekt tritt verstärkt auf, wenn es nach dem Schmelzen der Lotpaste nicht zu einer sofortigen Benetzung des Bauelements kommt. Aus diesem Grund sind besonders leichte Bauelemente oder Bauelemente mit einer großen Auflageflächen vom Verschwimmen bedroht.

### Versatz beim Lotpastendruck
Ein ausgeprägter Versatz beim Lotpastendruck kann ebenfalls dazu führen, dass die Bauelemente verschwimmen. Wird beispielsweise die Lotpaste so versetzt gedruckt, dass diese in nennenswerter Menge außerhalb der Kupferflächen auf der Leiterplatte gedruckt wird, muss sich das flüssige Lot beim Anschmelzvorgang in Richtung Kupferfläche zurückziehen, soweit dies durch die Oberflächenspannung möglich ist. In diesem Fall kommt es ebenfalls zu einem einseitigen Überangebot von flüssigem Lot, was wiederum zum Verschwimmen des Bauelements führen kann.

### Bestückversatz
Werden Bauelemente in X- oder Y-Richtung oder mit einem falschen Drehwinkel bestückt, liegt ein Bestückversatz vor. Wenn der Bestückversatz sehr gering ist und sich das Bauelement noch weitgehend auf der Kupferfläche der Leiterplatte befindet, wird es sich meist auf die gewünschte Position einschwimmen. Bei korrekter Dimensionierung wird die Oberflächenspannung des flüssigen Lots das Bauelement ausrichten.

### Richtung des Wärmeeintrags beim Lötprozess
Die Richtung des Wärmeeintrags beim Aufschmelzen der Lotpaste beim Reflow-Prozess hat einen Einfluss auf das Verschwimmen des Bauelements. Wird ein zweipoliges Bauelement seitlich unterschiedlich erwärmt, schmilzt die Lotpaste in diesem Bereich auch zuerst an. Bei dem teilweise schon verflüssigten Lot wirkt die Oberflächenspannung und versucht das Bauelement in eine Position zu verschieben, bei dem die Oberflächenspannung ein Minimum erreicht. Diese Position kann sich unter Umständen auch außerhalb der gewünschten Position befinden. Die Wirkung der Oberflächenspannung der komplett aufgeschmolzenen Lotpaste kann unter Umständen nicht mehr genügend Kraftwirkung haben, damit das Bauelement von der verschobenen Position zurück in die ursprüngliche Position zurück schwimmt.

### Überangebot von Lot
Gibt es ein Überangebot von flüssigem Lot, kann das Bauelement, sofern dieses verhältnismäßig leicht ist, auf dem flüssigen Lot schwimmen. Es tritt das gleiche Verhalten wie bei Bauelementen mit geringer Masse (siehe Kapitel oben) auf.

### Benetzbarkeit
Die gleichmäßige und ausreichende Benetzbarkeit der Anschlussmetallisierung des Bauelements hat einen entscheidenden Einfluss auf das Verschwimmen des Bauelements. Den gleichen Einfluss hat die Benetzbarkeit der Kupferfläche bei der Leiterplatte. Bei einer einseitig unterschiedlichen Benetzbarkeit innerhalb der Kupferfläche der Leiterplatte oder innerhalb der Anschlussmetallisierung verbindet das Lot das Bauelement und die Kupferfläche im Bereich dieser Stelle zuerst. Die Oberflächenspannung wird hierbei das Bauelement in dieser Position ausrichten. Als Folge davon wird das Bauelement beeinflusst durch die Oberflächenspannung in die jeweilige Richtung verschwimmen. Wenn anschließend die restliche Fläche beim Bauelement oder der Leiterplatte benetzt, wird die Oberflächenspannung versuchen, das Bauelement in eine insgesamt optimale Ausrichtung zu bringen. Wenn sich das Bauelement gegenüber der ursprünglichen und optimalen Lage verschoben hat, besteht die Möglichkeit, dass die Kraftwirkung der Oberflächenspannung nicht mehr ausreicht, damit das Bauelement zurück schwimmt.

## Nacharbeit der Baugruppen
Nach dem Reflow-Löten werden bei der bestückten Baugruppe die Lötstellen und die Positionen der SMD- und die THT-Reflow-Bauelemente beispielsweise durch eine Sichtprüfung oder eine automatische optische Inspektion überprüft. Hierbei können verschwommene Bauelemente gefunden werden. Je nach Schweregrad des Verschwimmens kann eine Nacharbeit der betroffenen Bauelemente erforderlich sein. Hierbei müssen die Lötstellen des betroffenen Bauelements gleichzeitig erwärmt werden, damit das Bauelement ausgerichtet werden kann. Alternativ kann auch ein Ablöten und ein Neuauflöten des Bauelements erforderlich sein. 